# Skumdum
Skumdum är en musikgrupp från Kåge utanför Skellefteå. De blandar svensk trallpunk med amerikansk hardcore och skatepunk. Bandet bildades 1992 under namnet The Ronkers för att sedan byta namn till Skumdum 1993 och har släppt fyra album och några singlar. Debutalbumet Demoner släpptes 1997. EP:n Va fan har hänt med dagens ungdom? på sex spår släpptes 2001. Skumdums andra fullängdsalbum, Det vi kan bäst, släpptes 2002 på gruppens eget skivbolag, Kåge Records.
Gruppens tredje album, Skum of the land, släpptes 2005. Detta blev Skumdums första album på engelska efter att ha tidigare sjungit på svenska. Marcus Lindkvist kommenterade beslutet att sjunga på engelska med att gruppen "ville få en större marknad och titta utanför Sverige". Pierre Klingstedt (också kand som Stryparn) sjunger i Lastkaj 14 sedan starten 2003.

## Medlemmar
- Pierre Klingstedt - Sång och bas (1993–)
- Patrik Stenman - Gitarr och sång (1998–)
- Chris Tjärnlund - Trummor och sång (1993–)
- Nicklas Boman - Gitarr och sång (2012–)

## Tidigare medlemmar
- Marcus Lindkvist - Gitarr, sång (2002–2007)
- Peder Evesäter - Gitarr (1994–2001)
- Andreas Nilsson - Trummor, sång (1993–1998)
- Christian Åhlen - Gitarr (1993–1994)

## Diskografi

### Album
- 1997 - Demoner
- 2002 - Kåge punx, folköl
- 2002 - Det vi kan bäst
- 2005 - Skum of the land
- 2007 - Skum of the land (Bells on records)
- 2009 - Kågepunx, folköl (Bells on records)
- 2009 - Demons from the past
- 2009 - What We Did Best
- 2013 - Traveller Anthems

### Splitalbum
- 1995 - Tre i en vol.2 "3-Way Split CD"
- 1999 - Untitled "Split CD with Böld"
- 2003 - Punkrock will unite us "3-Way Split CD"
- 2008 - 2 Sides Of The Story "Split CD with Hero Of Our Time"

### Ep/Singlar
- 1996 - S/T
- 2001 - Va fan har hänt med dagens ungdom?
- 2002 - Kompatibla
- 2004 - Tigerränder och taggtråd (Världens bästa AIK och Kungarna av Norrland)
- 2005 - War is Money
- 2005 - Take a Stand
- 2005 - Big Disgrace
- 2008 - Proud Minority
- 2009 - Best of Endings

### V/a
- 1995 - Rämmel (LP)
- 1996 - Definitivt 50 spänn Vol.5 (CD)
- 1997 - Definitivt 50 spänn Vol.6 (CD)
- 1998 - Alternative heroes (CD)
- 1999 - Really Fast Vol.10 (2LP)
- 2000 - Definitivt 50 spänn Vol.10 (CD)
- 2002 - Definitivt 100 spänn Vol.1 (2CD)
- 2003 - Skellefteå AIK 4ever "17 släppare i krysset" (CD)